# Günter Kilian
Günter Kilian (* 29. Januar 1950 in Würzburg) ist ein ehemaliger deutscher Wasserballspieler.
Günter Kilian spielte wie sein Zwillingsbruder Horst für den SV Würzburg 05, mit dem er 1970, 1974 und von 1976 bis 1978 deutscher Wasserballmeister war. Im Europapokal der Landesmeister erreichten die Würzburger von 1976 bis 1978 die Vierer-Endrunde.
Der 1,91 m große Günter Kilian debütierte 1968 in der Nationalmannschaft und wurde nach drei Länderspielen für die Olympischen Spiele 1968 in Mexiko-Stadt nominiert. Dort wurde er als zweiter Torwart hinter Hans Hoffmeister in acht Spielen zumindest kurz eingesetzt, die deutsche Mannschaft belegte den zehnten Platz. Nach den Olympischen Spielen trat Hoffmeister vorläufig zurück und der vierzehn Jahre jüngere Kilian rückte zeitweilig zum Stammtorhüter auf. Nach einer Formschwäche verlor Kilian seinen Posten in Verein und Nationalmannschaft an Gerd Olbert und war bei den Olympischen Spielen 1972 nicht eingesetzter dritter Mann hinter Olbert und dem reaktivierten Hoffmeister.
Kilian kehrte aber in die Nationalmannschaft zurück und hütete das Tor bei der Weltmeisterschaft 1973, der Europameisterschaft 1974. Bei der Weltmeisterschaft 1975 belegte die deutsche Mannschaft den sechsten Platz wie auch im Jahr darauf bei den Olympischen Spielen 1976 in Montreal. Auch bei der Europameisterschaft 1977 und der Weltmeisterschaft 1978 war Kilian Stammtorwart vor Peter Röhle. Höhepunkt von Kilians internationaler Laufbahn war der Gewinn des Europameistertitels 1981 in Split und der Gewinn der Bronzemedaille bei der Weltmeisterschaft 1982. Danach beendete der Polizist nach über 200 Länderspielen seine Karriere in der Nationalmannschaft.